# Exocentrus clarkeanus
Exocentrus clarkeanus là một loài bọ cánh cứng trong họ Cerambycidae.